# Aleksandrowo (gmina w województwie wileńskim)
Aleksandrowo (1919 alt. Aleksandrowsk; od 1926 Żukojnie) – dawna gmina wiejska istniejąca do 1926 roku na obszarze Ziemi Wileńskiej/woj. wileńskiego II Rzeczypospolitej (obecnie na Białorusi). Siedzibą gminy były Żukojnie Strackie.
Początkowo gmina należała do powiatu święciańskiego w guberni wileńskiej. 7 czerwca 1919 weszła w skład utworzonego pod Zarządem Cywilnym Ziem Wschodnich okręgu wileńskiego, przejętego 9 września 1920 przez Tymczasowy Zarząd Terenów Przyfrontowych i Etapowych. W związku z powstaniem Litwy Środkowej 9 października 1920 gmina wraz z główną częścią powiatu święciańskiego znalazła się w jej strukturach. 13 kwietnia 1922 roku gmina weszła w skład objętej władzą polską Ziemi Wileńskiej, przekształconej 20 stycznia 1926 roku w województwo wileńskie.
9 lutego 1926 roku gminę przemianowano na gmina Żukojnie.